# Alain Parguez
Alain René Gaston François Parguez (Parigi, 21 ottobre 1940 – Parigi, 5 aprile 2022) è stato un economista francese, teorico del circuito monetario.
È stato professore emerito di economia presso l'Università di Franche-Comté di Besançon e associato presso l'Università di Ottawa.

## Biografia
Autore di centinaia di articoli e decine di saggi sulla politica monetaria, sulla politica economica e sulla genesi della crisi, e di decine di libri di teoria economica, di storia e di filosofia, è stato consigliere economico del presidente François Mitterrand ed è considerato uno dei massimi insider dissidenti del processo di creazione dell'eurozona. Dal 1984 al 1996 è stato direttore del periodico “Monnaie et Production” e nel 2012 ha partecipato ai primi summit italiani sulla teoria della moneta moderna. È stato fra gli ideatori e tra i massimi sviluppatori della teoria del circuito monetario, di ispirazione post-keynesiana, a cui ha dedicato buona parte della propria carriera. Ha scritto testi sulla teoria generale del circuito monetario e le sue implicazioni di politica economica.

### Profilo accademico
Alain Parguez ha conseguito il dottorato (Ph.D.) in scienze economiche presso l'Università Paris 1 Panthéon-Sorbonne nel 1973 ed è membro della “Eastern Economic Association” (USA). Le sue principali materie d'insegnamento erano: principi di macroeconomia; teoria della politica economica, economia finanziaria; relazioni economiche internazionali; teoria della distribuzione.

## Opere
- Dallo stato sociale allo stato predatore. La storia nascosta dell'eurozona... e come sfuggire alla corsa nel precipizio, 2013, ISBN 978-88-95577-93-7.
- L'Unione monetaria europea. Storia segreta di una tragedia, Edizioni Andromeda, 2013, ISBN 978-88-6832-010-2.
- La Teoria generale della moneta, dello Stato, del benessere: sulla via verso la libertà!, 2014 (su ReteMMT-Issuu.com)